# Nicole Belloubet

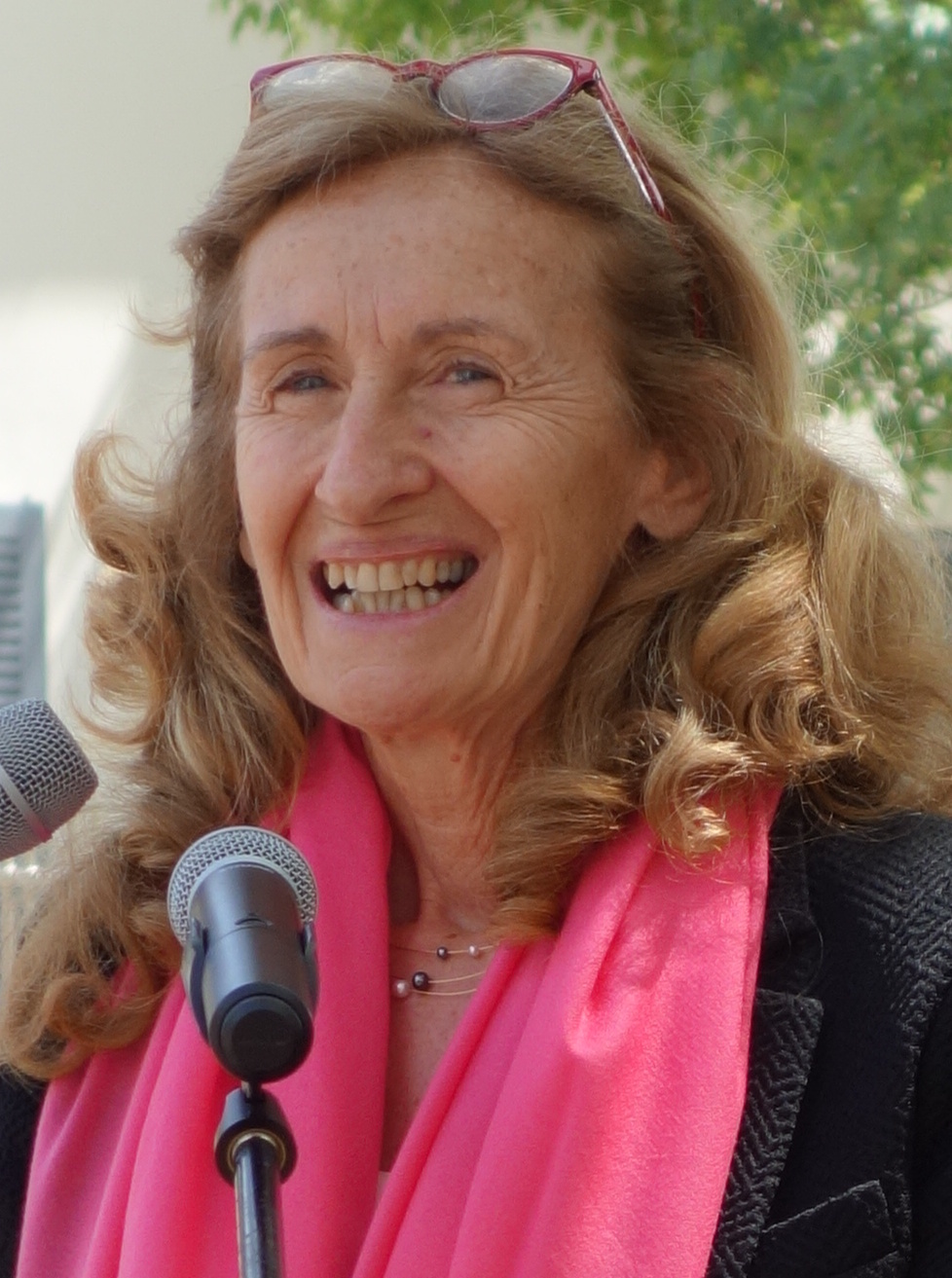
Nicole Belloubet, 2018

Nicole Belloubet (* 15. Juni 1955 in Paris) ist eine französische Juristin, Hochschullehrerin und parteilose Politikerin. Von 2013 bis Juni 2017 war sie Richterin im französischen Verfassungsrat, anschließend war sie bis Juli 2020 Justizministerin im Kabinett Philippe II. Von Februar 2024 bis September 2024 war sie Bildungsministerin im Kabinett Attal.

## Leben
Belloubet studierte Öffentliches Recht und Rechtsgeschichte an der Universität Panthéon-Assas in Paris und schloss jeweils mit dem Diplôme d’études approfondies (DEA) ab. Von 1983 bis 1990 war sie Wissenschaftliche Assistentin und von 1990 bis 1992 Dozentin (als Maître de conférences) für Öffentliches Recht an der Universität Paris I. Sie wurde dort im Jahr 1990 zu dem Thema Pouvoirs et relations hiérarchiques („Leitungsgewalt und hierarchische Verhältnisse“) promoviert. Sie erhielt 1992 die Lehrbefugnis (agrégation) im öffentlichen Recht und war anschließend bis 1995 war sie Inhaberin des Lehrstuhls für öffentliches Recht an der Universität Evry-Val d’Essonne.
Ab 1995 stieg sie zunehmend in der Hochschulverwaltung auf und wurde zur Direktorin der Abteilung für Forschung und Veröffentlichungen am Institut international d’administration publique („Internationalen Institut für öffentliche Verwaltung“) in Paris. Von 1997 bis 2000 war sie Leiterin des Unterrichtsverwaltungsbezirks (Rectrice de l'Académie) von Limoges und Kanzlerin der Universität Limoges. Sie wechselte im Anschluss daran nach Toulouse und war dort bis 2005 ebenfalls Leiterin des Unterrichtsverwaltungsbezirks und Kanzlerin der Universität Toulouse. Daneben war Belloubet von 2001 bis 2002 Mitglied im Auswahlausschuss für die Einstellung von leitenden Beamten für das Schul- und Hochschulwesen und regionalen pädagogischen Beamten in den verschiedenen Schulbezirken der Prüfungsjahrgänge 2001 und 2002. 2001 wurde sie von Bildungsminister Jack Lang mit der Erstellung eines Berichtes über sexuelle Gewalt an der Schule beauftragt. Aus Protest gegen die Hochschulpolitik der konservativen Regierung Jean-Pierre Raffarins trat sie 2005 als Leiterin des Unterrichtsverwaltungsbezirks von Toulouse zurück.
Anschließend kehrte Belloubet als Professorin an die Universität Evry-Val d’Essonne zurück, 2008 wurde sie Professorin am Institut d’études politiques de Toulouse. Daneben war sie in mehreren Universitätsgremien tätig. So wurde sie 2012 Vorsitzende des Verwaltungsrates des Centre d’études et de recherches sur les qualifications (CEREQ – „Forschungszentrum für berufliche und fachliche Befähigungen“) in Marseille.

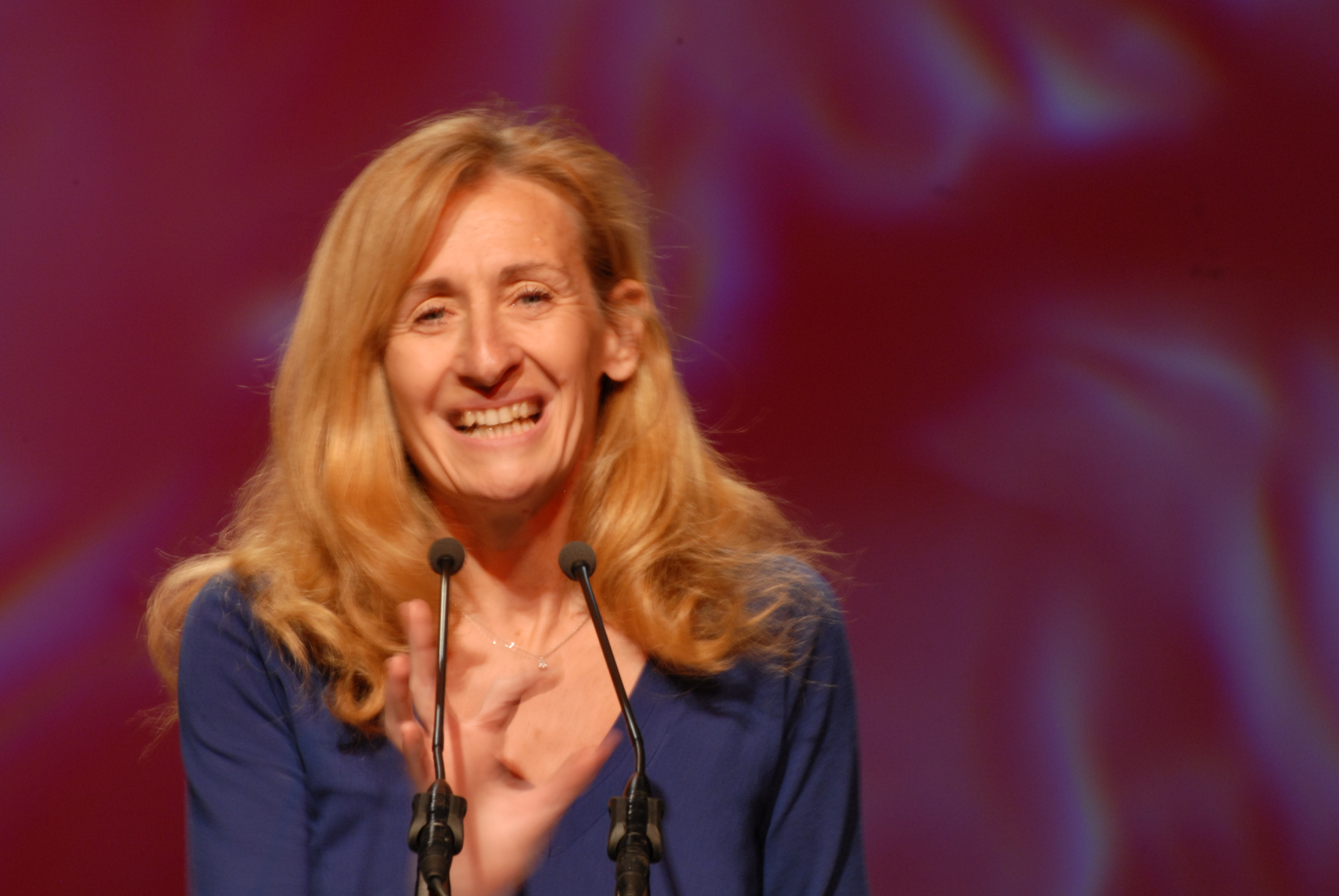
Belloubet im Kommunalwahlkampf 2008 in Toulouse

Belloubet trat 1983 der Parti socialiste bei. Bei der Kommunalwahl 1989 kandidierte sie für das Bürgermeisteramt des Pariser Vororts Saint-Rémy-lès-Chevreuse, wurde aber nur in den Gemeinderat gewählt, dem sie bis 1996 angehörte. Ab den 2000er-Jahren gehörte sie keiner Partei mehr an. 2008 wurde sie über die sozialistische Liste in den Stadtrat von Toulouse gewählt und zur Stellvertreterin des Bürgermeisters Pierre Cohen sowie Beigeordneten für Kultur ernannt. Über die sozialistische Liste wurde sie 2010 in den Regionalrat von Midi-Pyrénées gewählt. In der Regionalregierung von Martin Malvy amtierte sie bis 2013 als 1. Vizepräsidentin, zuständig für Bildung, Hochschulen und Forschung.
Im März 2013 wurde sie vom Präsidenten des Senats, Jean-Pierre Bel, zum Mitglied des Verfassungsrates berufen. Mit ihrer Berufung zur Justizministerin schied sie aus dem Verfassungsrat aus.
Am 21. Juni 2017 berief Präsident Emmanuel Macron sie zur Justizministerin und Siegelbewahrerin von Frankreich im Kabinett von Édouard Philippe. Sie wurde Nachfolgerin von Justizminister François Bayrou, der wegen des Verdachts der Scheinbeschäftigung und aus persönlichen Gründen zurückgetreten war. Während ihrer Amtszeit machte sie mehrmals kontroverse Äußerungen zu brisanten Themen, die ihr vehemente Kritik einbrachten. So erklärte sie Anfang 2020 im Radiosender Europe 1 zur Affäre Mila, dem Fall einer 15-jährigen Schülerin, die nach islamkritischen Äußerungen in sozialen Medien massive Morddrohungen erhalten hatte, die „Beleidigung der Religion“ sei „selbstverständlich ein Angriff auf die Gewissensfreiheit, schlimm“. Kritiker, darunter auch andere Regierungsmitglieder, sahen darin ein Infragestellen des Rechts zur Blasphemie. Staatspräsident Macron äußerte sich diametral entgegengesetzt, Belloubet widerrief ihre Äußerung daraufhin in der Tageszeitung Le Monde als „nicht nur ungeschickt, sondern vor allem nicht zutreffend“. Im Zuge der Regierungsumbildung im Juli 2020 zum Kabinett Castex wurde sie durch Éric Dupond-Moretti ersetzt.
Im Februar 2024 wurde sie Bildungsministerin (Ministre de l’Éducation nationale et de la Jeunesse) im Kabinett Attal und damit für Fragen des Primar- und Sekundarschulsystems (nicht jedoch der Hochschulen) sowie für die Jugend allgemein zuständig. Mit der Bildung des Kabinett Barnier schied sie aus der Regierung aus. 